# René Steinke
René Steinke (Berlín Este, 16 de noviembre de 1963) es un actor alemán.

## Biografía
Después de su graduación, René, se formó como ingeniero de comunicaciones. En 1986 protagonizó la película Vernehmung der Zeugen, teniendo por primera vez un papel importante. En 1989 fue aceptado en la escuela Schauspielschule Ernst Busch y completó su formación en 1993. René recibió una oferta firme de la gente de la etapa de Berlín, donde desempeñó papeles principales.
En 1999, René, realizó el papel del detective jefe comisario Tom Kranich en la serie de televisión alemana Alarm für Cobra 11 – Die Autobahnpolizei. En el 2003 fue sustituido por Christian Oliver como Jan Richter. En marzo de 2005, Steinke volvió a aparecer en la serie y en enero de 2006 dio su salida final. Tom Kranich recibió un disparo en el último episodio de René. Su sucesor en la serie fue Gedeon Burkhard (2007-2008) y Tom Beck (desde 2008).

## Trayectoria

### Películas y series
- 1986: Vernehmung der Zeugen (película)
- 1995: Imken, Anna und Maria (película)
- 1996: Nikolaikirche (película)
- 1996: Seitensprung in den Tod (película)
- 1996: Ein Mord für Quandt (serie)
- 1997: Die Wache (serie)
- 1997: Polizeiruf 110 (serie)
- 1997: Die Rettungsflieger (serie)
- 1998: Fieber
- 1998: Happy Birthday
- 1998: Ich liebe eine Hure
- 1999–2007: Alerta Cobra: Alarm für Cobra 11 – Die Autobahnpolizei (serie)
- 2003: Traumprinz in Farbe
- 2003: Wilde Engel Folge : Der Maulwurf
- 2003: Der Ferienarzt in der Wachau (película)
- 2003: Lockruf der Vergangenheit
- 2004: Eine Prinzessin zum Verlieben (película)
- 2005: Die Braut von der Tankstelle  (película)
- 2006: Hammer und Hart (película)
- 2006: Küss mich, Genosse!
- 2006–2007: Pastewka (serie)
- 2007: Die Jäger des Ostsee-Schatzes (película)
- 2007: Entführt – Ich hol dich da raus (película)
- 2008: Plötzlich Papa – Einspruch abgelehnt! (serie)
- 2009: Klick ins Herz (película)
- 2009: Colonia Brigada Criminal (serie)
- 2009: Auch Lügen will gelernt sein (película)
- 2010: SOKO Leipzig (serie)
- 2010: Carla (AT) (serie)
- 2011: Küstenwache (serie)
- seit 2012: Der letzte Bulle (serie)
- 2012: Pastewka (serie)